# Karl Myrbäck
Karl David Reinhold Myrbäck, född 7 september 1900 i Vendel, Uppsala län, död 1 juli 1985 i Adolf Fredriks församling, Stockholm, var en svensk biokemist.
Myrbäck blev filosofie licentiat 1923, filosofie doktor 1927 vid Stockholms högskola med en doktorsavhandling om enzymkemi, docent i biokemi 1926, laborator vid Biokemiska institutionen vid Stockholms högskola 1928. Han blev professor i jäsningskemi vid Stockholms högskola 1932 och i organisk kemi och biokemi 1947 samt i biokemi vid Stockholms universitet 1963-67. Han invaldes i både Vetenskapsakademien och Ingenjörsvetenskapsakademien 1943 och blev senare vice sekreterare i Vetenskapsakademien. Myrbäck blev huvudredaktör för tidskriften Acta chemica Scandinavica 1947.

## Familj
Karl Myrbäck var son till redaktör Herman Myrbäck och Helena Myrbäck, född Lundgren. Gift 1927 med filosofie kandidat Signe Karlsson (1900-1983), dotter till källarmästare Alfred Karlsson och Hilda Karlsson, född Wester.